# Interocrea geminata
Interocrea geminata är en insektsart som först beskrevs av Jacobi 1921.  Interocrea geminata ingår i släktet Interocrea och familjen spottstritar. Inga underarter finns listade i Catalogue of Life.